# Adventures of Lolo 3
The Adventures of Lolo III is een videospel dat werd ontwikkeld en uitgegeven door HAL Laboratory. Het spel kwam in 1990 uit voor het platform Nintendo Entertainment System. De speler kan het spel spelen als Lolo of Lola. In totaal telt het spel 17 levels met 100 puzzelkamers. Levels 3, 13 en 17 hebben tien puzzelkamers en de andere levels hebben vijf puzzelkamers. Levels 4-7, 9-12 en 17 hebben een eindbaas. 

## Ontvangst
| Beoordeeld door                 | Platform | Jaar | Score |
| ------------------------------- | -------- | ---- | ----- |
| Entertainment Weekly            | NES      | 1991 | 100%  |
| Questicle.net                   | NES      | 1991 | 100%  |
| Power Unlimited                 | NES      | 1993 | 90%   |
| Nintendo Power Magazine         | NES      | 1991 | 82%   |
| Interface                       | NES      | 1992 | 77%   |
| Electronic Gaming Monthly (EGM) | NES      | 1991 | 75%   |
| Game Freaks 365                 | NES      | 2008 | 68%   |

## Trivia
- De Japanse versie is moeilijker dan de Westerse versie.